# Steinfurt (huyện)
Steinfurt là một huyện ở phía bắc của Nordrhein-Westfalen, Đức. Các huyện giáp ranh là Bentheim, Emsland, district-free Osnabrück and the Osnabrück district, Warendorf, district-free Münster, Coesfeld, Borken.

## Địa lý
Huyện nằm ở ranh giới với Niedersachsen, gần, phía bắc Münster. Sông Ems chảy qua huyện từ phía nam đến phía bắc. Điểm cao nhất là Westerbecker Berg với độ cao 234m, điểm thấp nhất là lâu đài Bentlage với độ cao 32m.

## Lịch sử
Cuối thời kỳ Trung cổ, Steinfurt thành một lãnh địa bá tước độc lập, ban đầu nó thuộc lãnh địa độc lập Bentheim, trước khi độc vào năm 1454. Năm 1804, Steinfurt được hợp nhất với Bentheim, trước khi thuộc tỉnh Westphalia của Phổ vào năm 1815. Chính quyền mới năm 1816 đã lập các huyện Steinfurt và Tecklenburg.
Năm 1975, huyện cũ Steinfurt được sáp nhập với huyện Tecklenburg, cùng với Greven và Saerbeck từ huyện cũ Münster để lập nên huyện như ngày nay.

## Huy hiệu
|  | Huy hiệu kết hợp các huy hiệu của các huyện cũ Steinfurt, Tecklenburg và Münster. Con thiên nga ở giữa lấy từ lãnh địa Steinfurt, trung tâm của huyện. Thanh đỏ quanh con thiên nga biểu tượng cho Münster, nằm xung quanh lãnh địa Steinfurt. Lá hoa ly ly nước đỏ là biểu tượng của các công tước Tecklenburg. |

## Thị xã và đô thị
| Thị xã | Thị xã                                                                      | Đô thị                                                                                        |
| --- | --------------------------------------------------------------------------- | --------------------------------------------------------------------------------------------- |
| 1. Emsdetten 2. Greven 3. Hörstel 4. Horstmar 5. Ibbenbüren 6. Lengerich 7. Ochtrup 8. Rheine 9. Steinfurt 10. Tecklenburg | 1. Altenberge 2. Hopsten 3. Ladbergen 4. Laer 5. Lienen 6. Lotte 7. Metelen | 1. Mettingen 2. Neuenkirchen 3. Nordwalde 4. Recke 5. Saerbeck 6. Westerkappeln 7. Wettringen |